# William Douglas Young
William Douglas Young (27 de enero de 1859–1943) fue un administrador colonial británico nacido en la Columbia Británica, hoy parte de Canadá, que fue gobernador colonial de las Islas Malvinas, en litigio con Argentina, entre 1915 y 1920.

## Biografía

### Primeros años y familia
Nació en la recién creada Colonia de la Columbia Británica, donde su padre, William Alexander George Young (secretario de capitán en la Marina Real británica, adscrito a la Comisión del Límite del Noroeste Británico) fue el primer Secretario Colonial. Su madre fue Cecilia Eliza Cowan Cameron, nacida y criada en la Guayana Británica.
Su padrastro, David Cameron era Jefe de Justicia de la vecina Colonia de la Corona de la Isla de Vancouver, y su tío James Douglas fue el primer Gobernador de Columbia Británica. Fue el mayor de tres hijos. Su hermana, Mary Alice Young se casó con Frederick Mitchell Hodgson, gobernador de Costa de Oro británica y Guayana Británica. Su hermano Alfred Karney Young fue juez en varias colonias británicas.
William Young fue educado en Charterhouse School, en Godalming, Inglaterra, e ingresó en la administración pública colonial británica en 1877, a los 18 años de edad.

### Carrera
En 1889, fue nombrado secretario principal en la oficina del secretario del gobierno de la Guayana Británica. En 1895 se convirtió en Secretario Colonial Asistente de Mauricio, donde actuó como Secretario Colonial entre 1896 y 1898. En 1901, fue nombrado Comisionado de las Islas Turcas y Caicos, donde trabajó hasta 1905. Fue Administrador de Dominica (parte de las Islas de Sotavento Británicas) en 1906 y fue nombrado Compañero de la Orden de San Miguel y San Jorge en la lista de honores del cumpleaños del rey en noviembre de 1907.
Fue nombrado Gobernador y Comisionado en Jefe interino de las Islas de Sotavento Británicas en 1909, y administrador y secretario colonial de Santa Lucía en 1913. Se trasladó a las Islas de Barlovento Británicas, donde fue gobernador y comisionado en jefe en 1914, antes de su último cargo como gobernador de las islas Malvinas de 1915 a 1920. Durante su tiempo como gobernador prohibió la caza de ballenas jorobadas (Megaptera novaeangliae) para la temporada 1918-1919 en las dependencias de las islas Malvinas, basándose en una reducción en los números del año anterior.
Fue nombrado caballero comendador de la Orden del Imperio Británico en los honores del cumpleaños del rey de 1919.